# K2 Black Panther
De K2 Black Panther is een Zuid-Koreaanse gevechtstank die de M48A5K Patton moet gaan vervangen en een aanvulling vormt op de bestaande K1-serie van Zuid-Koreaanse gevechtstanks. Het voertuig staat bekend als een van de duurste tanks ter wereld met een verkoopprijs van 8,5 miljoen euro.

## Geschiedenis

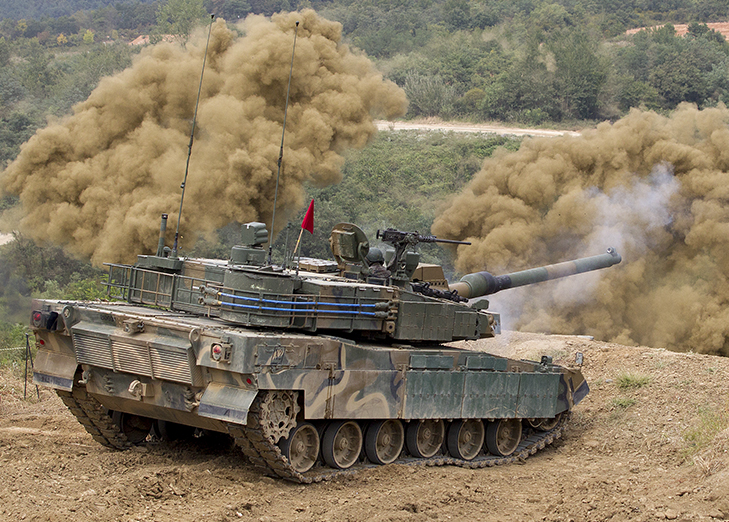
Een K2 op schietoefening.

Na de in de Verenigde Staten ontwikkelde K1 wilde Zuid-Korea zelf een modernere tank ontwikkelen. Dit werk begon in 1995, en in 2007 was het eerste prototype klaar. Het was de bedoeling zelf de motor te ontwikkelen, op basis van de MTU 890. Door technische problemen bij de ontwikkeling ervan kregen de circa honderd voertuigen uit de eerste serie een Duitse MTU-motor van 1500 pk ingebouwd. De bedoeling was om daarna alsnog de eigen motor van Doosan Infracore te gebruiken. De K2 heeft verder een hulpgasturbine van Samsung Techwin die de systemen aan boord van energie voorziet als de hoofdmoter afstaat. Dat bespaart brandstof en zorgt voor minder warmte en lawaai.
De K2 heeft een zelf ontwikkelde semi-actieve hydropneumatische ophanging, waarbij elk wiel apart afgesteld kan worden. Dat laat de tank toe naar voren, achteren, links of rechts te hellen. Daarmee kan het voertuig zich aanpassen aan het terrein en het kanon hoger richten om op bijvoorbeeld helikopters te vuren. De K2 is voorts uitgerust met een snorkel waarmee het door 4,2 meter diep water kan waden.

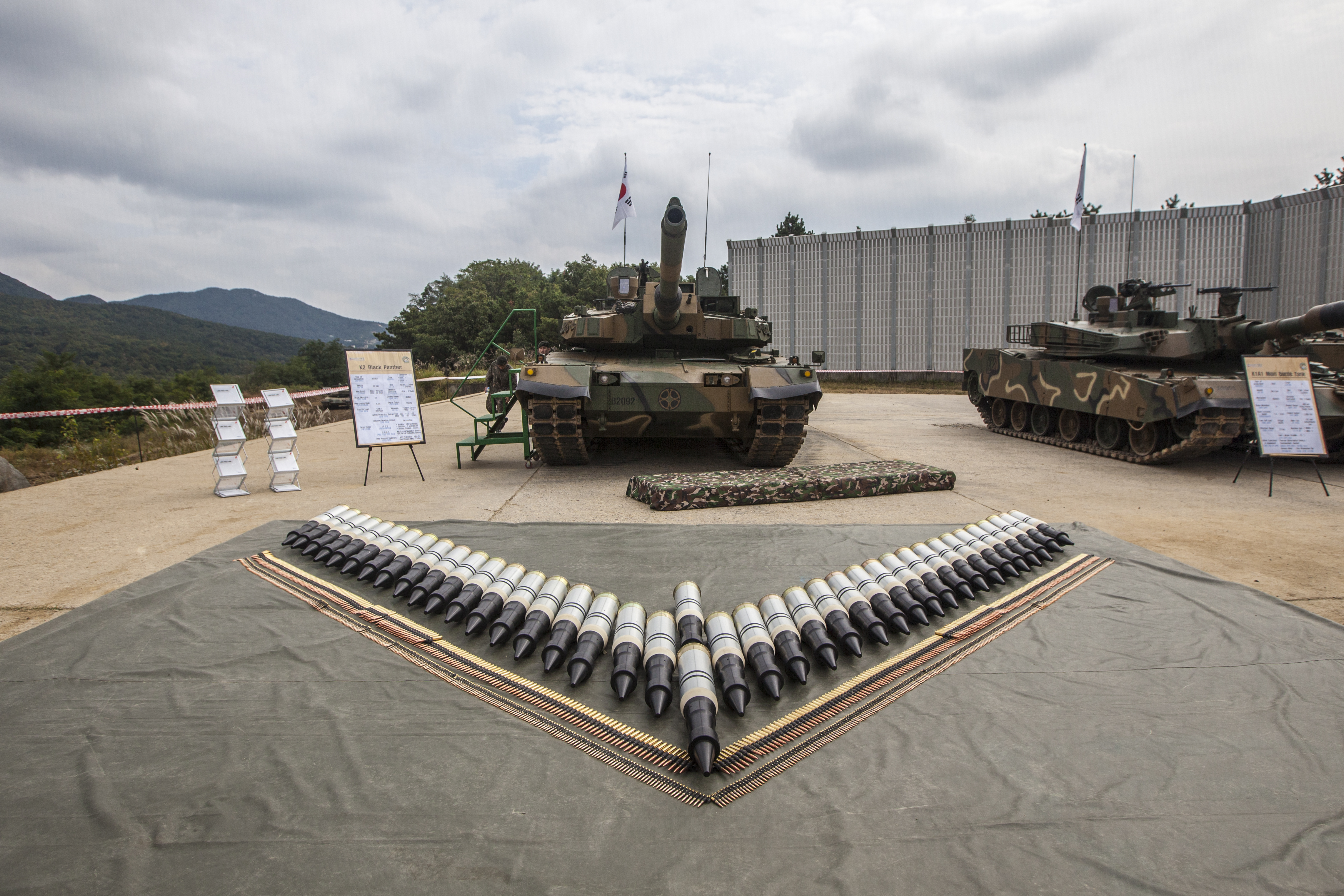
Een K2 met uitgestalde munitie.

Het hoofdwapen is een 120 mm-gladloopskanon van Hyundai. Dit kanon en zijn munitie werden in Zuid-Korea ontwikkeld en zijn geen in licentie gemaakt L/55-kanon van het Duitse Rheinmetall, zoals vaak wordt gedacht. Het kanon is gekoppeld aan een automatisch laadsysteem, gelijkaardig aan dat van de Franse Leclerc-tank, waardoor het tot tien granaten per minuut kan afvuren. Gekoppeld aan het geavanceerde vuurcontrolesysteem heeft het kanon een effectief bereik van zo'n tien kilometer. Het systeem kan automatisch doelwitten ter grootte van een voertuig ontdekken en onder vuur nemen.
Speciaal voor de K2 werd de KSTAM-granaat ontwikkeld. Dit naar boven gevuurde fire-and-forget-projectiel heeft een eigen geleiding en is voorzien van stabilisatievinnen en een parachute om af te remmen voor een nauwkeuriger treffen. Het bereik ervan is twee tot acht kilometer.
In 2007 sloot Zuid-Korea een wapendeal met Turkije, waarbij die laatste technologieën van de K2 kocht voor gebruik in de Altay-tank.
Eind 2022 kocht Polen 980 K2's in een pakket met ook K9 Thunder-howitsers en T-50 Golden Eagle-straaljagers. Het merendeel van deze tanks zou in Polen gebouwd worden. Polen had dringend nieuwe wapens nodig nadat het een groot aantal oude Sovjet-tanks aan buurland Oekraïne had gegeven naar aanleiding van de Russische invasie van Oekraïne in 2022.